# Oxford-Cambridge (Wasserball)
Zu den traditionsreichsten Sportvergleichen der jahrhundertealten Rivalität zwischen den englischen Universitäten Oxford und Cambridge gehört das Duell der beiden Wasserball-Mannschaften. Das ähnlich wie beim Rugby-Vergleich als Varsity Match bezeichnete Duell beider Universitäten wurde erstmals 1891 ausgespielt und gilt als der älteste regelmäßig ausgetragene Wasserballvergleich der Welt.

## Entwicklung
Die Sportart Wasserball war in der zweiten Hälfte des 19. Jahrhunderts ebenfalls auf den britischen Inseln entwickelt worden und hatte dort eine zügige Verbreitung erfahren. Die Herausforderungen von Seiten Cambridges in Richtung Oxford sollen bis in das Jahr 1882 zurückgehen. Die erste dokumentierte Partie wurde am 16. Oktober 1891 gespielt, nur drei Jahre nach der ersten englischen Meisterschaft für Vereinsteams und nur ein Jahr nach dem ersten Wasserball-Länderspiel der Schwimmsportgeschichte. Dieses erste Varsity Duel kam in Ermangelung einer Schwimmhalle vor Ort in der Hauptstadt London zur Austragung und brachte einen 4:1-Erfolg Oxfords.

“The Inter-Varsity water polo match, the first of it's kind, is fixed for next Friday, at the Crown Baths, Kennington Oval, at 7.20pm. Owing to the want of a covered swimming bath at Cambridge, water polo can only be played at the sheds, and at the close of a bad season like the present men are necessarily very much out of practice. Our team will feel the loss of Muttlebury, who is unable to play, and our opponents have a strong team.”

Die Partien sind seitdem mit Ausnahme der Weltkriegszeiten (1914–1918 und 1940–1945) jährlich zur Austragung gekommen. Die Gesamtbilanz aller Spiele (Stand: 2013) verzeichnet 65 Siege für Cambridge gegenüber 33 Erfolgen Oxfords; 15 Partien endeten mit einem Unentschieden. Neben den jährlichen Varsity Match nehmen beide Teams auch an den britischen Hochschulmeisterschaften (BUCS) teil.
Das erste Duell zwischen den Frauenteams beider Universitäten folgte im Jahre 1984 zu einer Zeit, als sich der Frauenwasserball europaweit durchzusetzen begann. Hier liegt Cambridge mit 19:10 Siegen (Stand: 2013) in Front. Männer- wie auch Frauenpartie kommen mittlerweile jeweils im Februar in einer Doppelveranstaltung zur Austragung, wobei das Heimrecht im jährlichen Turnus wechselt.